# Spermophilus alashanicus
Il citello dell'Alashan (Spermophilus alashanicus Büchner, 1888) è uno sciuride appartenente al genere dei citelli (Spermophilus). È diffuso nella Mongolia meridionale e in alcune zone della Cina.

## Descrizione
Il citello dell'Alashan raggiunge una lunghezza testa-corpo di circa 19,0-21,0 centimetri e un peso di circa 190-225 grammi. La coda è lunga 5,5-7,6 centimetri ed è quindi, come in tutti i citelli, significativamente più corta del resto del corpo. Il piede posteriore è lungo 33-37 millimetri, l'orecchio 8-10 millimetri. Il colore del dorso è più chiaro rispetto a quello di altre specie e varia in base alle stagioni. Il mantello estivo è bruno-rossastro chiaro, quello invernale è più chiaro e dai toni più giallastri. La sommità del capo è più scura del dorso. È presente un anello chiaro intorno agli occhi, sotto i quali si trova una macchia di colore marrone chiaro, separata dall'anello da una linea biancastra che va dalla base dell'orecchio al muso. La coda corta è dello stesso colore del dorso, ma sulla parte inferiore è rosso ruggine. Le zampe sono relativamente corte.
Il cranio ha una lunghezza totale di 45-48 millimetri. Come tutte le specie del suo genere, il citello dell'Alashan ha un unico incisivo a scalpello per emimascella, seguito da uno spazio privo di denti (diastema). Seguono due premolari e tre molari. Al contrario, sulla mascella inferiore vi è un solo premolare per lato. Complessivamente vi sono 22 denti. La cavità timpanica è lunga e stretta, la distanza tra le orbite è solitamente maggiore di 9 millimetri..

## Distribuzione e habitat
Il citello dell'Alashan vive nella Mongolia meridionale e in alcune parti della Cina fino a 3 200 metri di altitudine. In Mongolia, la specie è presente nel Gobi-Altai nell'area dell'Ikh Bogd uul e del Baga Bogd uul, nonché sui Gurvan Saikhan e sui monti Öshög. In Cina è diffusa nelle province di Ningxia, Gansu, Qinghai e Nei Mongol e, secondo l'Unione internazionale per la conservazione della natura, anche nello Shaanxi e nello Shanxi.

## Biologia
Il citello dell'Alashan è uno scoiattolo diurno che vive nelle regioni desertiche della Cina e nelle steppe erbose ai margini del deserto del Gobi fino ai prati di montagna. In Cina vive principalmente in ambienti secchi e sabbiosi, motivo per cui è conosciuto localmente come «topo della sabbia». In Mongolia è presente soprattutto in steppe aride, praterie e boscaglie. Si nutre di erba e altri vegetali, comprese le piante coltivate. Vive in piccoli gruppi sparsi in semplici tane dall'ingresso non circondato da cumuli di terra. I vari esemplari comunicano tra loro tramite richiami individuali ad alta frequenza. Come altre specie del suo genere, questo citello va in letargo durante l'inverno.
I piccoli di solito nascono a giugno. Ogni cucciolata è composta da uno a nove piccoli, di solito da tre a sei in media.

## Tassonomia
Il citello dell'Alashan viene classificato come specie indipendente all'interno del genere Spermophilus, attualmente costituito da 15 specie a seguito di una revisione tassonomica. La prima descrizione scientifica venne effettuata nel 1888 dallo zoologo russo Eugen Büchner, che descrisse la specie a partire da alcuni individui provenienti dalla parte meridionale dell'Alashan, in Cina. Originariamente considerato una sottospecie del citello della Dauria (Spermophilus dauricus), viene trattato come specie a sé dagli anni '70.
La specie è monotipica.

## Conservazione
Il citello dell'Alashan viene classificato dall'Unione internazionale per la conservazione della natura (IUCN) come «specie a rischio minimo» (Least Concern). Tale status trae giustificazione dall'areale relativamente ampio e dalla frequente presenza della specie, sebbene l'entità concreta della popolazione sia sconosciuta. Non esistono potenziali minacce che ne mettano a repantaglio la sopravvivenza.